# Möllebadet, Degerfors kommun
Möllebadet, även Degerfors riviera, är en sandstrand vid sjön Möckelns östra strand, vid Duvedalen norr om Degerfors tätort.